# 陈钰
陈钰（1860年—1919年），字震之，山西繁峙县人，清末民初政治人物。

## 生平
陈钰在清朝曾经担任宣化府知府。中华民国成立后，阎锡山向袁世凯举荐，1913年6月24日，任其为山西民政长，后改任山西巡按使。1914年5月26日离职。